# Museum Helgoland
Das Museum Helgoland befasst sich mit der Naturkunde und der Lokalgeschichte der Insel Helgoland. Es wird von der 1996 gegründeten Stiftung getragen.

## Geschichte
Ein erstes Museum auf Helgoland war bereits 1899 eröffnet worden, wurde aber am 18. Oktober 1944 zerstört, damals war die Vogelsammlung Heinrich Gätkes die Hauptattraktion.
Das heutige Museum hatte von 1996 bis 1999 mit Michael Peters einen Wissenschaftler als Museumsleiter. Es wurde als Heimatmuseum lange von engagierten Laien betrieben. Von 2023 bis Mitte 2024 wurde es wieder von einem Wissenschaftler, dem Kunsthistoriker Jürgen Fitschen, geleitet. Als neue Direktorin folgte im September 2024 die Archäologin Simone Arnhold. Neben vielen Ausstellungen, der Erweiterung im Jahr 2006 durch einen Museumshof mit kleinen Hummerbuden zu unterschiedlichen Themen und einem Holz-Leuchtturm ist es auch durch die Replik der Helgoländer Steinkiste bekannt geworden. 
Ab 2020 erweiterte die Stiftung Nordseemuseum Helgoland das Museum um einen Geschichts-Bunker. Neben den bereits seit längerer Zeit – nur mit Führung – zugänglichen Zivilschutzbunker im Oberland der Insel kam damit im Unterland ein Bunkerstollen hinzu. Etwa 200 Meter des früheren Bunkersystems wurden für eine Geschichtsausstellung hergerichtet. Die Eröffnung erfolgte Anfang Dezember 2022.

## Ausstellungen und Sammlungen
Das Museum befasst sich mit der Naturkunde und der Geschichte der Insel sowie dem Leben ihrer Bewohner. Auch die Bolzendahlsche Chronik wird im Museum verwahrt. Hinzu kommen wechselnde Ausstellungen sowie Infoveranstaltungen.
Die Hummerbuden beherbergen Sammlungen zu James Krüss, Franz Schensky, zur Postgeschichte Helgolands, zur Seenotrettung und zum Seebäderdienst.
Im Bunkerstollen wird die Inselgeschichte rund um die Nutzung als Seefestung, des Bunkerbaus, die Geschehnisse im Zweiten Weltkrieg und der Wiederaufbau seit 1952 dokumentiert.

## Bilder aus dem Museum

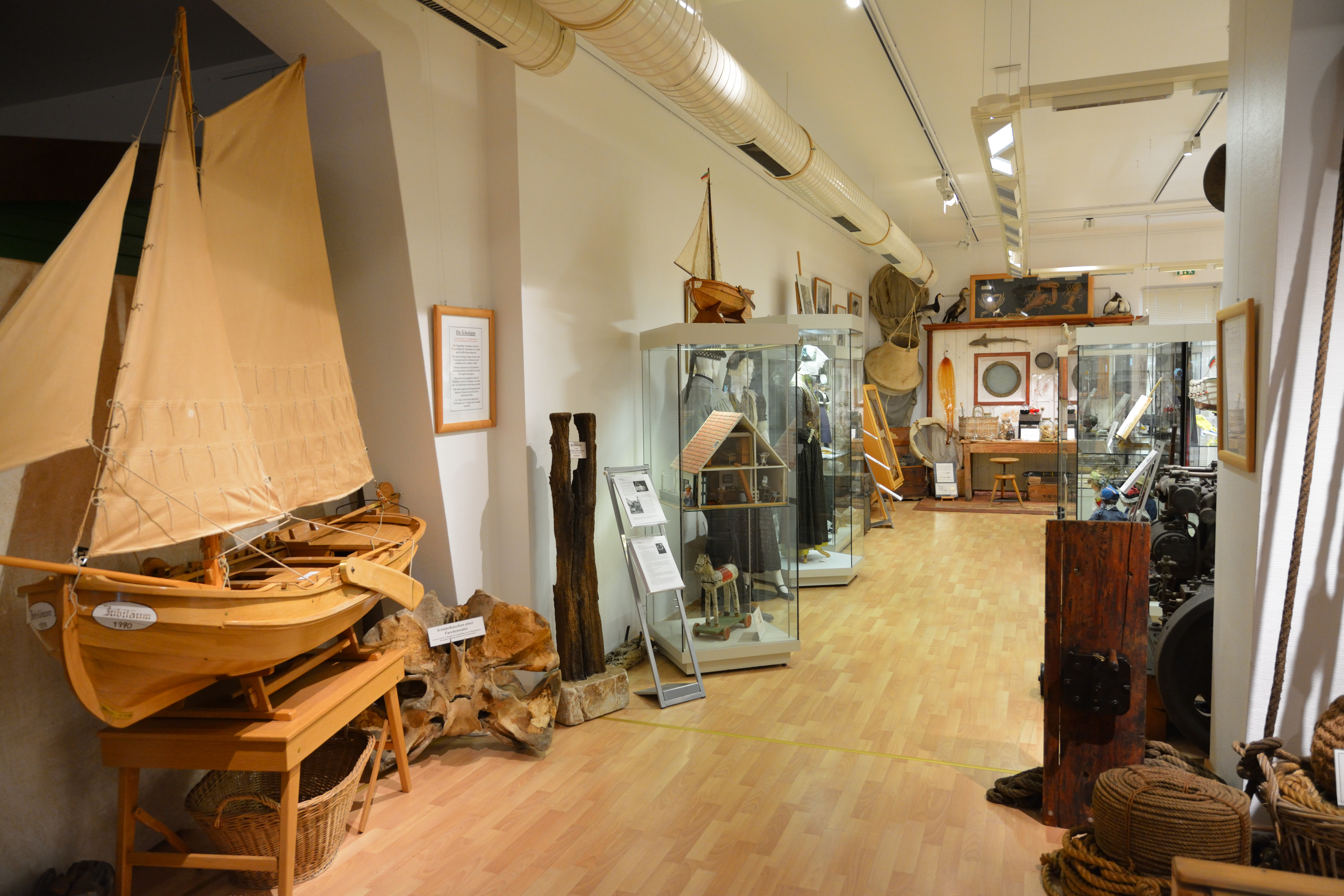
Blick in die Dauerausstellung
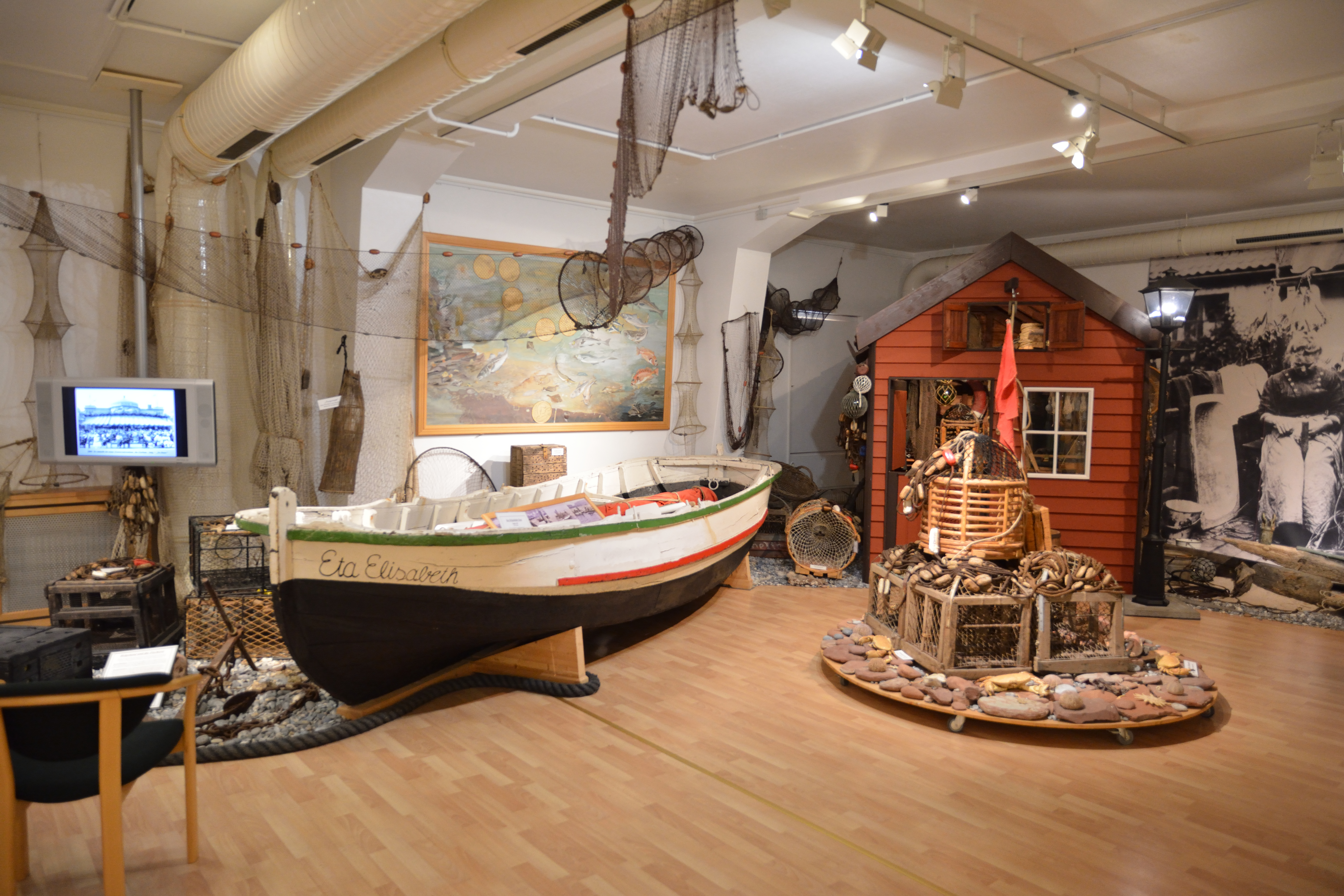
Blick in die Dauerausstellung
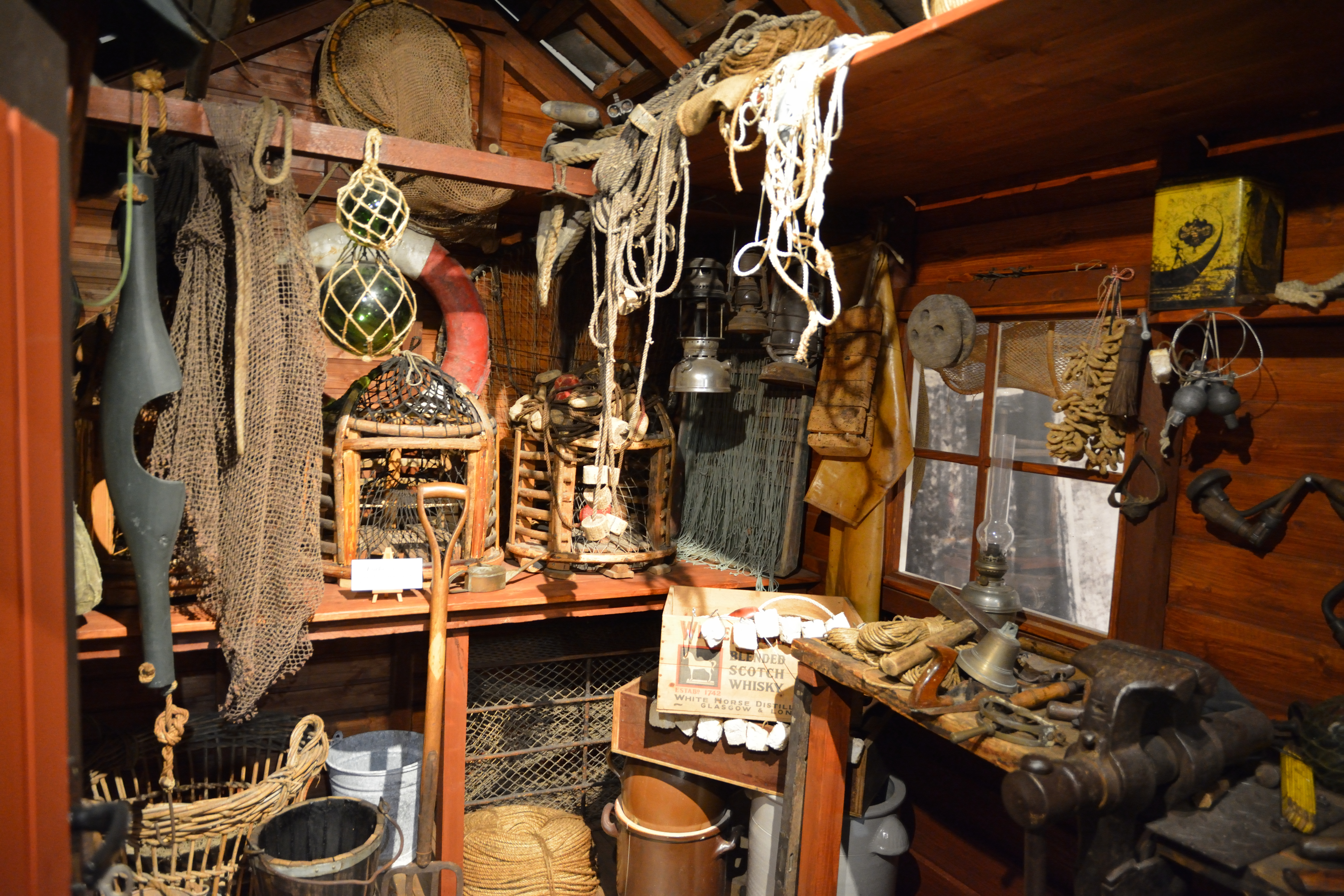
Im Inneren einer Hummerbude
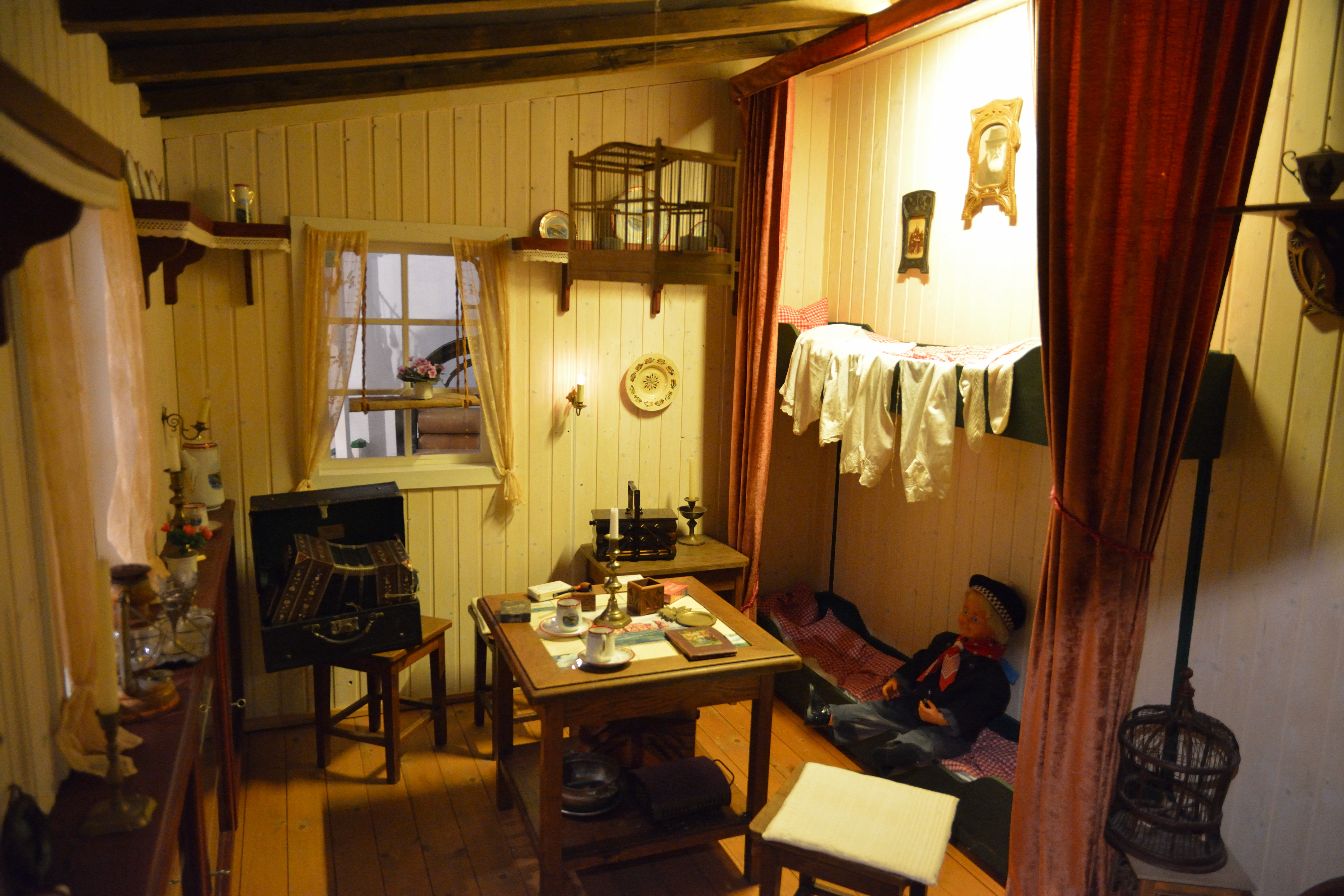
Nachbau einer halben Fischerhütte

## Bilder der Außenanlagen und aus den nachgebauten Hummerbuden

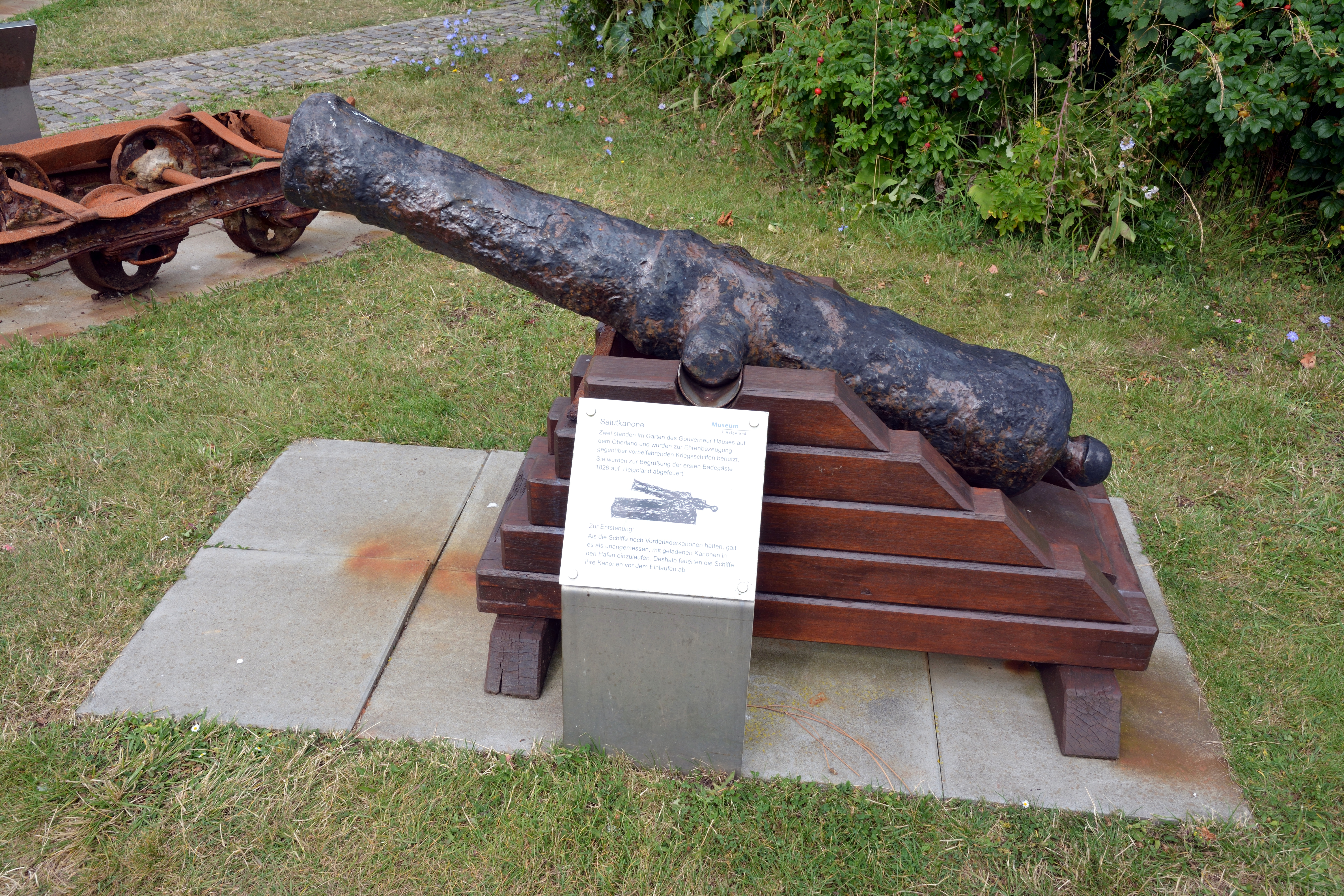
Eine Salutkanone
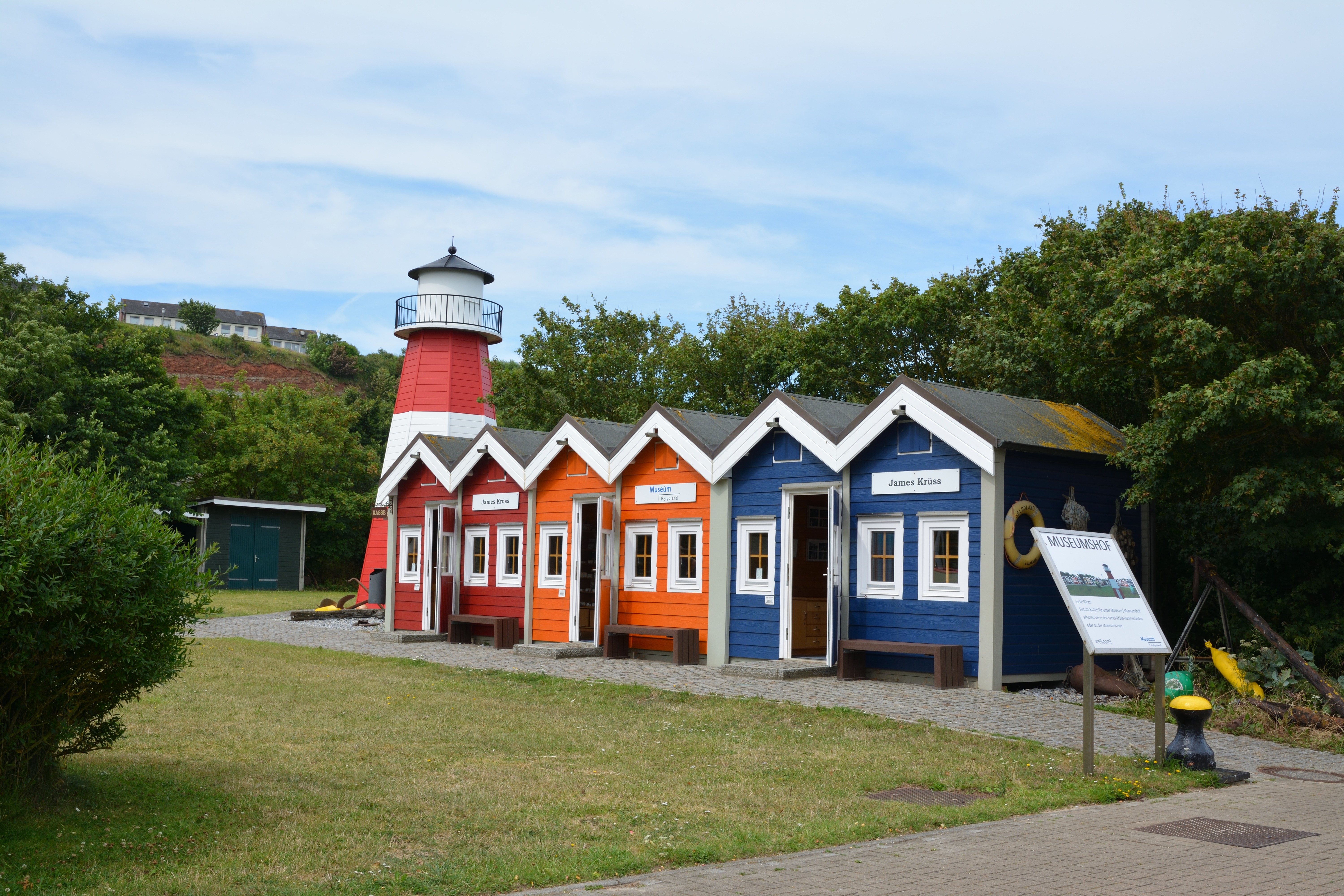
Nachgebaute Hummerbuden mit Ausstellungen
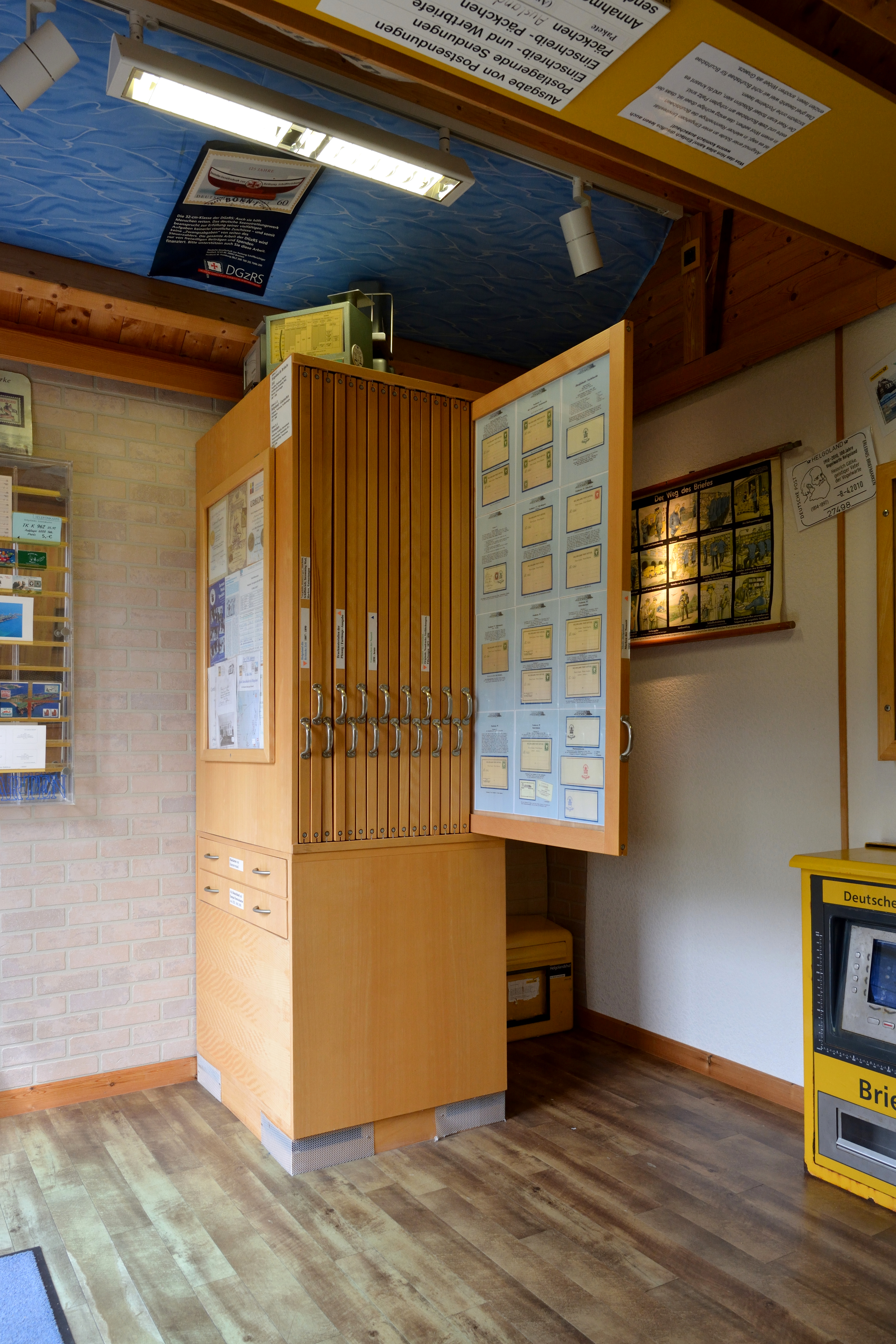
Informationen zur Postgeschichte
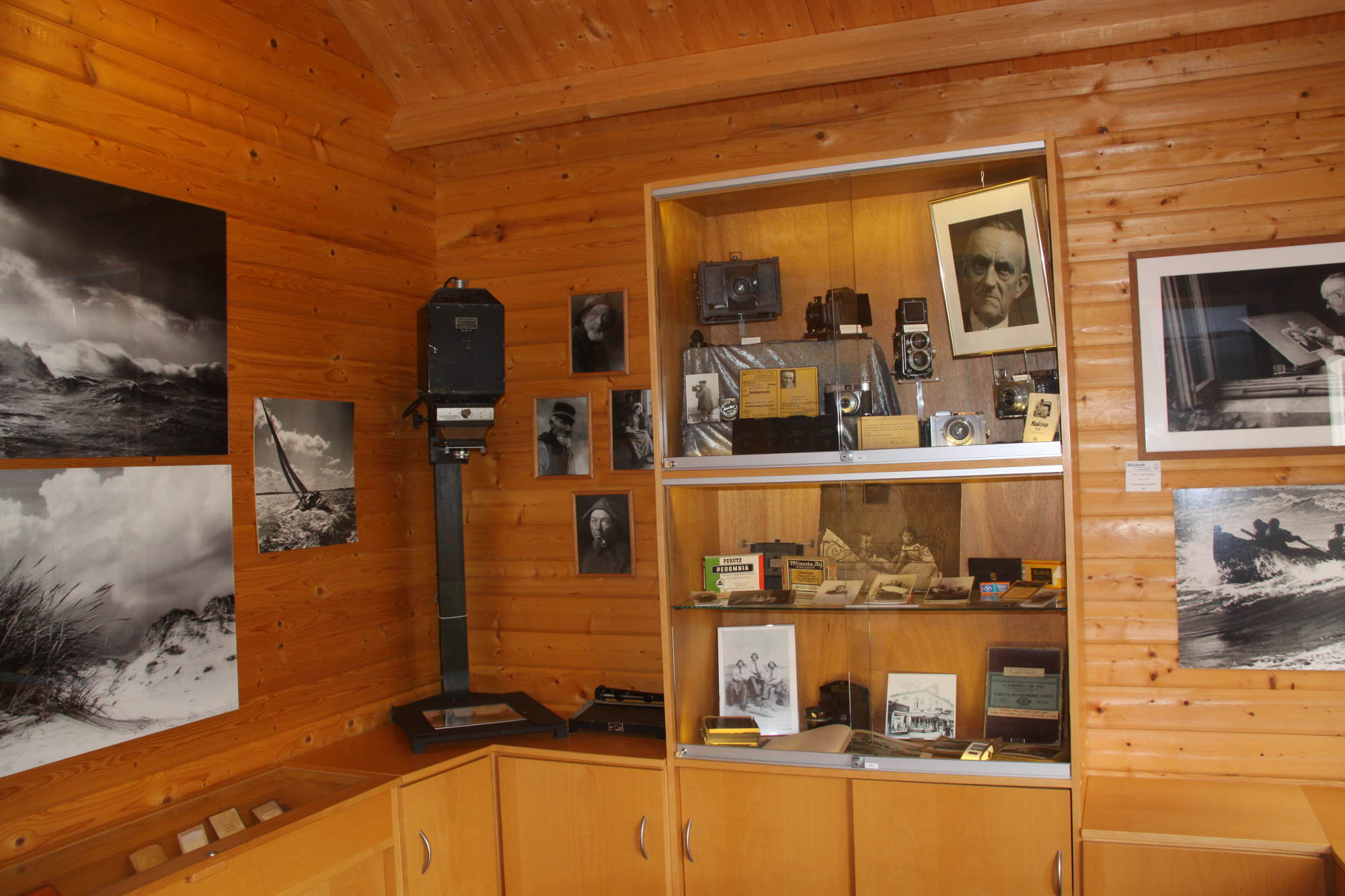
Erinnerung an Franz Schensky